# Scharfrichter in Vorarlberg
Scharfrichter in Vorarlberg gab es, wie überall im Heiligen Römischen Reich, erst seit dem Erstarken und der Institutionalisierung der staatlichen Rechtsprechung als einen eigenen, besonderen Beruf. Der Scharfrichter vollzog seit dem Mittelalter in Vorarlberg die peinlichen Strafen bis hin zur Todesstrafe.

## Entwicklung des Amtes und örtliche Zuständigkeit
In Bregenz ist seit 1565 erstmals ein eigener Scharfrichter belegt, Meister Mathis Pflug. Er war für die österreichischen Herrschaften vor dem Arlberg zuständig, in den ersten Jahrzehnten auch noch für die Grafschaft Vaduz und für Churrätien, sowie im reichsunmittelbaren Gebiet Hohenems. Zuvor wurden Scharfrichter aus anderen Städten beauftragt. Die Richtstätte Bregenz befand sich am Galgenbihl in der Gemeinde Lochau.
1471 ist für Bregenz belegt, dass vom Ammann der Scharfrichter von Ravensburg angefordert wurde, um einen Mann hinzurichten. Da diesem die ordentliche Hinrichtung mit dem Schwert misslang, wurde er selbst von den Zuschauern erschlagen. 1474 wurde der Scharfrichter von Chur von Eberhard von Sonnenberg für eine Hinrichtung engagiert.
Erst 1649 wurde in der Reichsgrafschaft Hohenems ein eigener Scharfrichter angestellt, das Amt bestand dann dort bis 1789. Mitte des 17. Jahrhunderts hatte es Meister Michel Reichle inne. Dieser war für Hohenems, Lustenau und zeitweise auch für Feldkirch zuständig. Es wird vermutet, dass die Anstellung eigener Scharfrichter in Bregenz und Hohenems mit der ersten Welle der lokalen Hexenverfolgungen zusammen hängt.
Am 8. April 1695 wird eine Instruction für die Scharfrichter derer Vier Herrschaften in Vorarlberg erlassen.

## Aufgaben
Zu den amtlichen Aufgaben des Scharfrichters in Vorarlberg gehörte, wie überall, nach rechtlicher Anordnung
- die Tötung von Menschen,
- die Folter zur Geständniserzwingung als Teil des Gerichtsverfahrens,
- die Durchführung von Körper- und Ehrenstrafe.

Wie anderswo war auch in Vorarlberg das Amt des Scharfrichters teilweise mit dem des Abdeckers (Schinder, Racker oder Wasenmeister) zusammengelegt.
Durch ihre Tätigkeit konnten Scharfrichter auch in Vorarlberg Wissen auf dem Gebiet der Anatomie erlangen und wurden zur Konkurrenz für niedergelassene Ärzte, so dass es z. B. 1695 in Bregenz als erforderlich angesehen wurde, dem Scharfrichter von Bregenz amtlich zu untersagen, medizinische Leistungen und Arzneien anzubieten.
Das An-den-Pranger-Stellen, das Umlegen der Halsgeige, des Strohkranzes oder Lastersteines oder der Staupenschlag wurde in Vorarlberg nicht immer dem Scharfrichter übertragen, sondern zuweilen auch dem Gerichtsdiener oder Weibel. Sollte die Strafe aber auch die Ehre des zu Bestrafenden verletzen, führte sie immer der Scharfrichter aus. Ebenfalls oblag es stets ihm, die Namen von (Minder-)Bestraften am Galgen anzuschlagen.

## Entlohnung
Die Entlohnung der Scharfrichter war in eigenen Ordnungen festgelegt. Der Bregenzer etwa erhielt 1695 einen „Grundlohn“, der aus einer freien Dienstwohnung und 52 Gulden „Wartgeld“ bestand. Für seine anderen Leistungen erhielt er getrennt nach Aufwand eine Fallpauschale:
- „Großes Richten“ (Rädern, Vierteilen, Verbrennen, Lebendig begraben): 6 Gulden, bei vermögenden Personen 8 Gulden
- „Kleines Richten“ (Enthaupten, Hängen, Ertränken): 4 Gulden
- Vollzug von Körperstrafen (Abschneiden der Ohren oder Finger, Brandmarken etc.): 2 Gulden
- Wegschwemmen, Verbrennen oder Vergraben eines Selbstmörders: 6 Gulden, bei vermögenden Personen 8 Gulden, zuzüglich Ross und Wegzehrung
- Peinliche Befragung (Folter): 15 Kreuzer pro Tag
- Als Entschädigung für weiteren Aufwand wie den Strick, Handschuhe, Henkersmahl erhielt der Scharfrichter je Exekution 40 Kreuzer, dazu die Kleidung und das Geld des Getöteten (ausgenommen Gold). Wurde der Scharfrichter außerhalb von Bregenz tätig, erhielt er zusätzlich 1 Gulden 30 Kreuzer pro Tag Wartgeld.[9]

## Gesellschaftliche Stellung
Scharfrichter stammten meist aus den unteren Schichten. Ehen schlossen sie vorwiegend innerhalb des Scharfrichterstands und mit Personen aus anderen „ehrlosen“ Randschichten, wodurch es, in Vorarlberg wie anderswo, zu „Scharfrichterdynastien“ kam.

## Wohnort
Eigene Scharfrichterhäuser sind in Vorarlberg in Bregenz, Feldkirch und Hohenems bekannt. Diese Wohnplätze der Scharfrichter lagen damals ortsfern und abgelegen in Einöden.